# 트레이 송즈
트레이 송즈(Trey Songz, 본명: Tremaine Aldon Neverson, 1984년 11월 28일 ~ )는 미국의 R&B 가수이다. 대표 곡으로 'Can`t Help But Wait', 'Sex Ain`t Better Than Love' 등이 있다.